# Hong Kong Airlines
Pour les articles homonymes, voir HKA.
香港航空公司

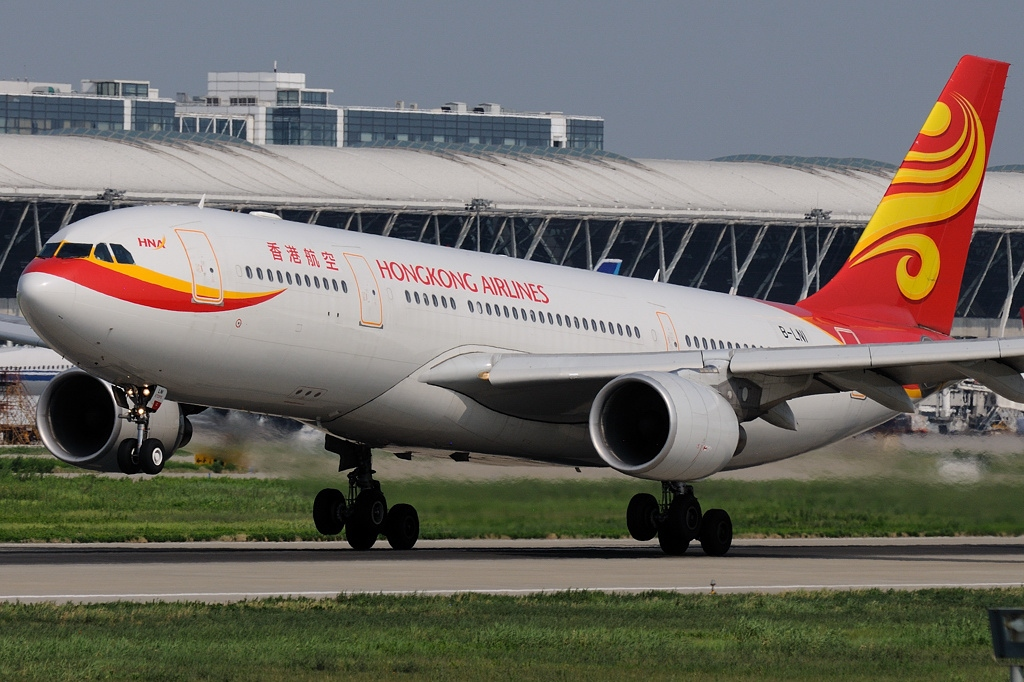
Un Airbus A330-200 de Hong Kong Airlines.

Hong Kong Airlines (HKA) est une compagnie aérienne basée à Hong Kong. Elle est créée en 2001 en tant que CR Airways et commence ses opérations le 5 juillet 2003. CR Airways est la première compagnie aérienne à obtenir un certificat depuis le retour de Hong Kong à la république populaire de Chine. La compagnie prend sa désignation actuelle de Hong Kong Airlines Limited (ou Hong Kong Airlines) le 30 septembre 2006.

## Commandes d'avions
Le 20 décembre 2005, la compagnie a signé un Memorandum of Understanding (MoU) avec Boeing pour acquérir 30 Boeing 737-800 et 10 Boeing 787. Toutefois, selon le site internet de la compagnie aérienne, seule apparait une commande ferme de quatre Boeing 737-800, sans aucune mention d'une commande ferme pour le Boeing 787.
Le 21 juin 2007, la compagnie a signé un protocole d'entente avec Airbus pour acquérir 30 Airbus A320, 20 Airbus A330-200 équipés de moteurs Rolls-Royce Trent 700 et un Airbus Corporate Jet. Le protocole a ensuite été confirmé par la signature d'un contrat ferme avec Airbus, le 12 septembre 2007. Les avions seront partagés entre Hong-Kong Airlines et sa compagnie sœur, Hong Kong Express Airways. En décembre 2008, sur la commande initiale de 20 A330-200, trois ont été convertis en A330-300 et transférés vers Hong Kong International Aviation Leasing. Ils seront exploités par Hong Kong Airlines.
Le 4 février 2010, Airbus a annoncé un autre protocole d'entente signé avec Hong Kong Airlines afin d'acquérir 6 Airbus A330-200 supplémentaires, dotés de moteurs PW4000 de Pratt & Whitney (initialement commandés par Grupo Marsans, société espagnole évoluant dans le tourisme). Dans le même temps, l'un des A330-200 commandé a été converti en A330-300.
Au Salon aéronautique de Farnborough en juillet 2010, Airbus a annoncé que Hong Kong Airlines a signé un mémorandum d'entente pour convertir une commande de 15 A330 en A350 et passer une commande supplémentaire pour 10 A330-200. La sélection de moteur pour les A330 supplémentaires n'a pas été annoncé.

## Flotte
En 2024, la flotte de Hong Kong Airlines, filiale de Hainan Airlines, était composée des appareils suivants :

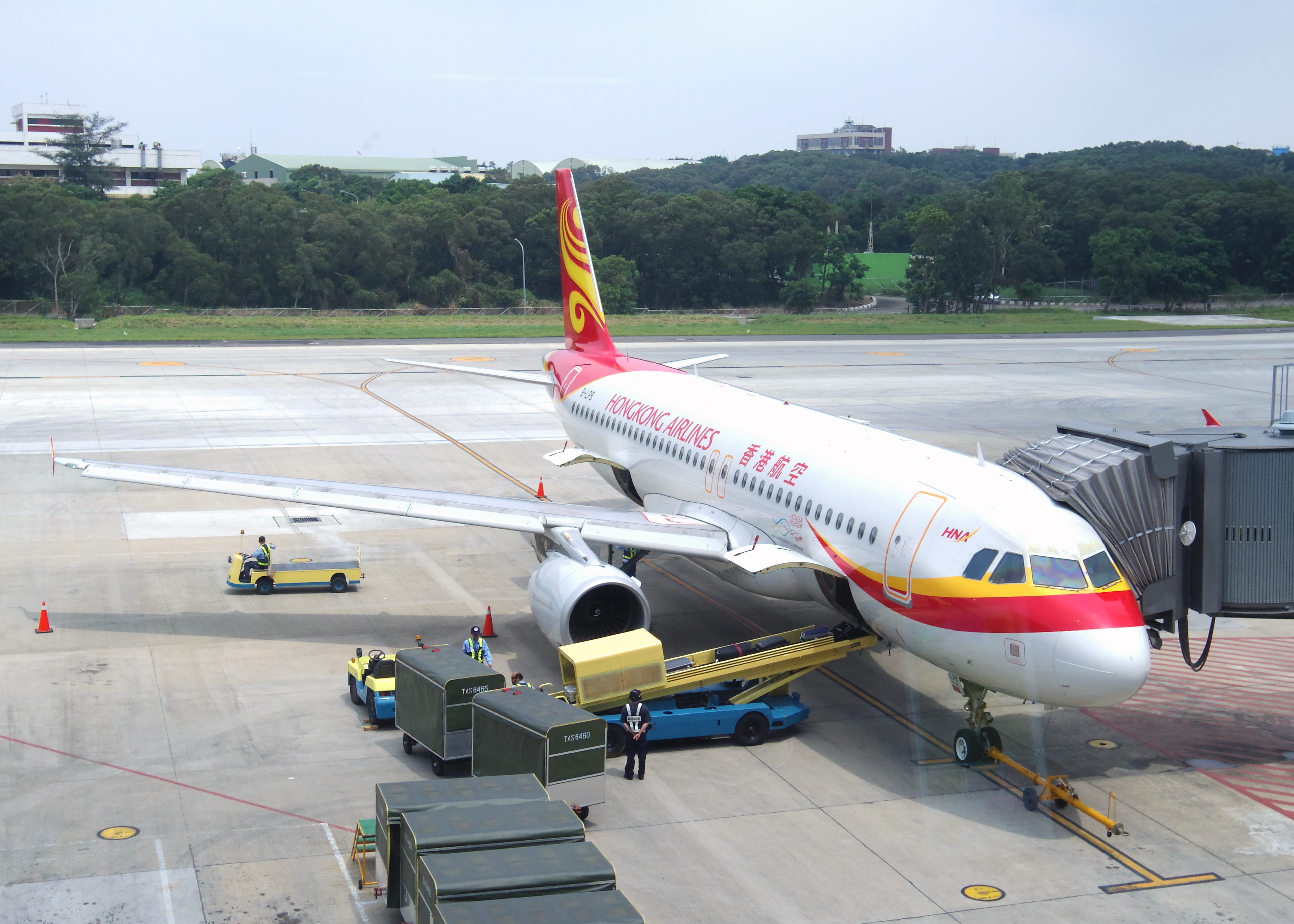
Airbus A320 de Hong Kong Airlines stationné à l'aéroport de Taichung, Taïwan.
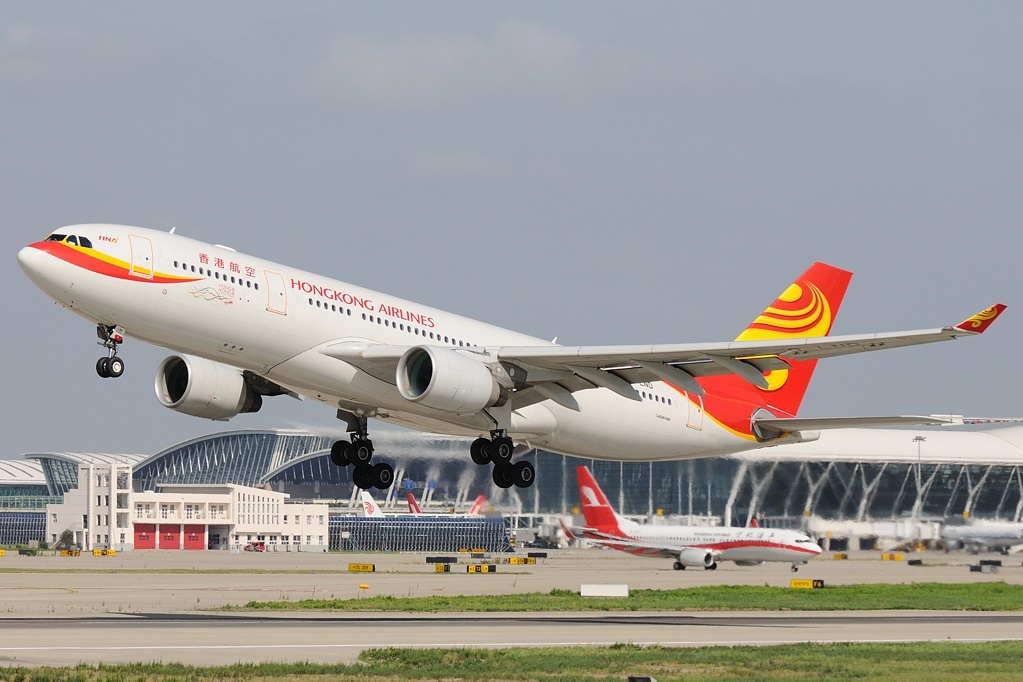
Airbus A330-200 de Hong Kong Airlines décolle de l'aéroport de Shanghaï (Pudong).

### Flotte spéciale
La flotte des jets commerciaux, sous l'enseigne Deer Jet, est la suivante :
- 2 Gulfstream G550 ;
- 1 Bombardier CL605 Challenger ;
- 2 Bombardier Global 6000 ;
- 1 Gulfstream G450.

### Flotte historique
Beijing Capital Airlines a précédemment utilisé les appareils suivants :
- Boeing 737-300 ;
- Boeing 737-700.